# Nurit Hirsh

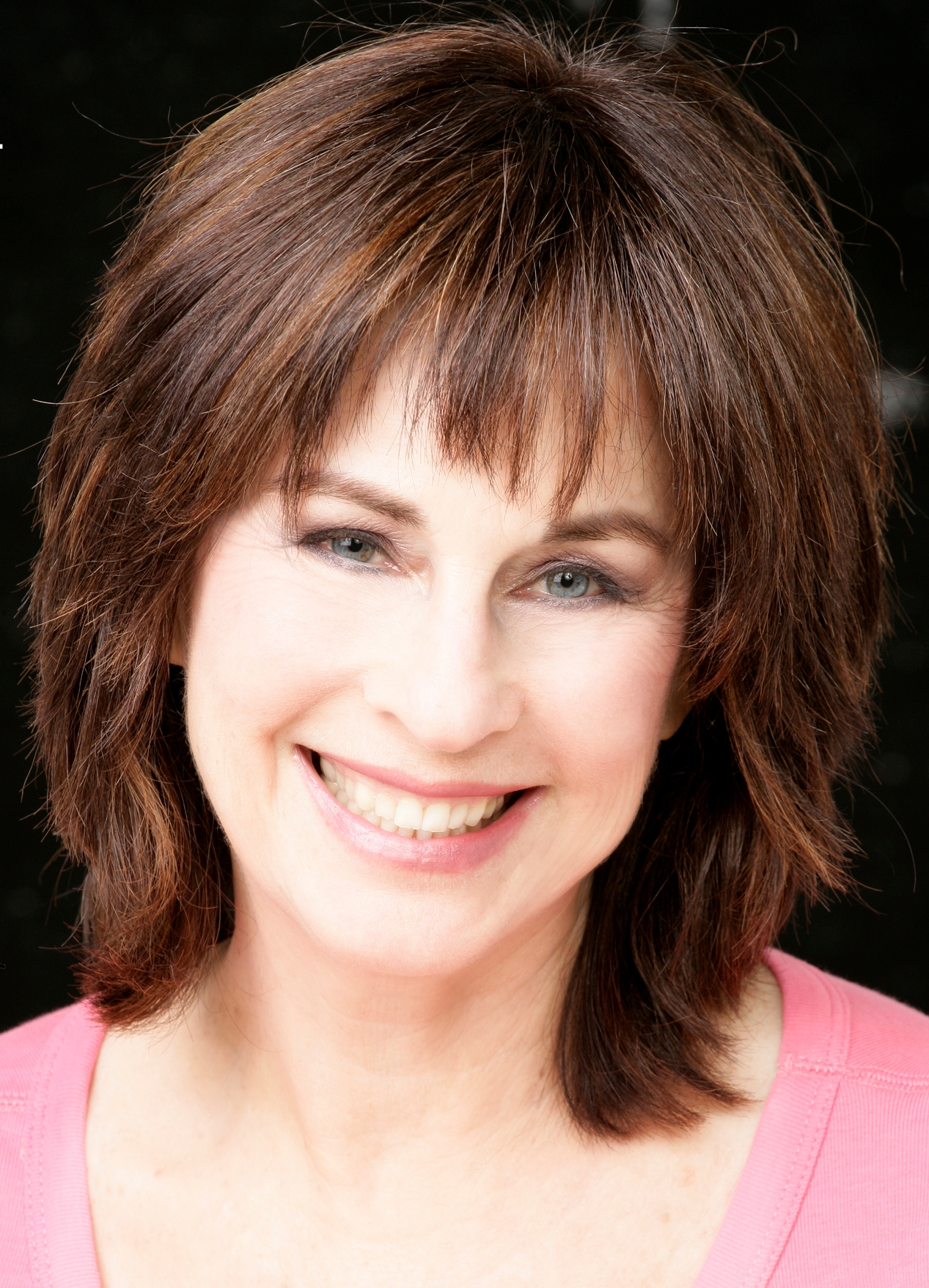
Nurit Hirsh

Nurit Hirsh, auch Hirsch (hebräisch נורית הירש, geboren am 13. August 1942 in Tel Aviv, Völkerbundsmandat für Palästina) ist eine israelische Komponistin, Arrangeurin und Dirigentin, die über 1600 hebräische Lieder komponiert hat. Im Jahr 2016 erhielt Hirsh für ihre Verdienste um das hebräische Liedgut die höchste Auszeichnung des Staates Israel, den Israel-Preis.

## Leben und musikalische Karriere
Nurit Hirsh kam 1942 als Tochter von Hillel and Leah Hirsch in Tel Aviv zur Welt. Sie absolvierte ihre musikalische Ausbildung mit dem Schwerpunkt Klavier an der Akademie für Musik und Tanz in Jerusalem. Sie studierte zusätzlich Komposition bei Mordecai Seter, Orchestrierung bei Noam Sheriff, Dirigieren bei László Roth und Klarinette bei Yaacov Barnea vom Israel Philharmonic Orchestra.
Nachdem sie ihren obligatorischen Militärdienst in der Unterhaltungstruppe des gepanzerten Korps abgeleistet hatte, begann sie zu komponieren. Mit Hirshs erstem Lied Perach Halilach (deutsch: Die Fliederblüte), das sie im Jahr 1965 zu Texten von Uri Asaf komponiert hatte, erzielte die israelische Sängerin Chava Alberstein große Erfolge.
Im Laufe ihres Lebens schuf Hirsh mehr als 1600 hebräische Lieder. Mit ihren Kompositionen nahm sie erfolgreich an israelischen und internationalen Festivals und Liedwettbewerben teil und errang dabei zahlreiche Preise. Hirshs Lied „Oseh Shalom“, das 1969 für das erste chassidische Lied-Festival komponiert wurde und dort den dritten Preis erhielt, ist seither Teil der Liturgie in Synagogen und jüdischen Gemeinden weltweit. Zu ihren weltweit bekannten Kompositionen gehört auch das Lied „BaShanah HaBa'ah“ (Im kommenden Jahr), mit dem Text von Ehud Manor.
Bei der ersten Teilnahme Israels am Eurovision Song Contest im Jahr 1973 erreichte ihr Lied Ey sham, das von der Sängerin Ilanit aufgeführt wurde, in Luxemburg den vierten Platz. Nurit Hirsh orchestrierte das Lied und leitete im Wettbewerb selbst das Orchester. Sie war damals nach der Schwedin Monica Dominique erst die zweite Frau, die als Dirigentin in diesem Wettbewerb auftrat. Im Eurovision Song Contest 1978 in Paris gewann Israel mit dem von Hirsh komponierten und wieder selbst dirigierten Beitrag A-Ba-Ni-Bi.
Hirsh schrieb die Filmmusik für vierzehn israelische Filme, darunter der Kinofilm HaShoṭer Azulai (englisch: The Policeman) von Ephraim Kishon, der 1972 bei den Oscars für den besten ausländischen Film nominiert war. Sie dirigierte das Musical Sallah Shabati während seiner dreijährigen Laufzeit am israelischen Nationaltheater Habima.
Im Laufe ihres Lebens wurde Nurit Hirsh mit zahlreichen Preisen geehrt, darunter Ehrendoktortitel zweier israelischer Universitäten. Im Jahr 2016 erhielt sie den Israel-Preis.

## Familie
Nurit Hirsh war mit dem Ingenieur Yoram Rosenfeld verheiratet, mit dem sie zwei gemeinsame Kinder hat. Mit ihrer Tochter Ruth Rosenfeld, einer Schauspielerin und Opernsängerin, trat Hirsh schon an Orten auf der ganzen Welt gemeinsam auf. Ihr Sohn Dan Rosenfeld ist Instrumentalist.

## Persönliche Ehrungen und Auszeichnungen (Auswahl)
- 2001 ACUM Life Performance Award für Songwriting (ACUM=Association of Composers, Authors and Publishers of Music)
- 2006 Auszeichnung Lifetime Achievement Award der Bar-Ilan-Universität
- 2006 Frau des Jahres-Auszeichnung des Lions Clubs Israel
- 2016 Israel-Preis
- Ehrendoktortitel der Bar-Ilan-Universität
- Ehrendoktortitel der Ben-Gurion-Universität im Negev

## Musikalische Preise (Auswahl)
- 1972 Makhela Aliza, Gewinner des Malta-Kinderliedfestivals
- 1973 Ey sham, 4. Platz beim Eurovision Song Contest
- 1972 Hora nova, 2. Platz beim Song-Festival in Viña del Mar, Chile
- 1976 Lassie shuvi habaita, Gewinner des IBA-Kinderfestivals
- 1976 Ich möchte der Welt über dich erzählen, 2. Platz beim Castlebar-Song-Festival in (Irland)
- 1978 A-ba-ni-bi, Gewinner des Eurovision Song Contest 1978
- 1979 Papa Popeye, Gewinner des portugiesischen Kinderlied-Festivals von Figueira da Foz
- 1985 Shuvi-Mundharmonika, Gewinner des IBA-Kinderfestivals
- 1985 Lo na’atsor, gesungen von Yardena Arazi